# Culinária do Kosovo
A culinária do Kosovo, para além das suas raízes albanesas e sérvias, teve a influência doutros vizinhos, como a Grécia, a Itália e a Croácia para além do Império Otomano. 
Os ingredientes principais da culinária do Kosovo incluem batata, feijão, pimento, carne, laticínios, legumes, arroz e massa de farinha para pasteis. O peixe não é popular no Kosovo, mas a carne é consumida quase diariamente, principalmente de vaca, carneiro e aves, normalmente em assados, por exemplo, como kebabs. No entanto, as salsichas, principalmente de carne de borrego, também são populares. Um prato digno de menção é o burjan, um arroz com espinafre e pedaços de carne de borrego, cozido no forno.
Para além da carne, vários laticínios fazem igualmente parte da dieta, incluindo iogurte e kaymak; os queijos são na maioria feitos com leite de ovelha, de massa mole e conservados em salmoura, mas o famoso Šarski é primeiro fumado, o que lhe dá consistência, e depois conservado em salmoura a que foi adicionado endro.
Os vegetais frescos são consumidos principalmente no verão, mas os vegetais em conserva, como turšija, são servidos durante o ano todo; por exemplo, os pimentos podem ser recheados com queijo, repolho, pepino e tomate verde e servidos como salada. As frutas frescas também são apreciadas, como as maçãs, cerejas, ameixas, peras, marmelos, uvas, melões e melancias, assim como vários tipos de bagas, que crescem espontaneamente.
As refeições são habitualmente acompanhadas de bebidas tradicionais, como boza. O chá russo, preparado em samovar, e servido quente com açúcar e limão, é também popular. Limonadas ou outras bebidas feitas com base em xaropes de frutas ou de pétalas de rosa fazem também parte final duma refeição. As bebidas alcoólicas são consumidas com moderação; a cerveja mais famosa do Kosovo é a Pećko; os vinhos e o brandy preparado com uvas incluem merlot, teran, borgonha, enquanto outros são cultivados em Rahovec, perto de Prizren, e nas regiões de Đakovica e Peć, conhecidas pela suas vinhas e pomares.

## Pastelaria do Kosovo
- Burek
- Flija (uma espécie de baklava servida com kaymak, queijo ou iogurte)
- Mantija (um tipo de pastel de carne)
- Krelane (um pastel sem recheio, mas utilizado para preparar pasteis de espinafre ou outros vegetais e queijo)
- Pogača (pão de farinha de milho ou misturada, popular em todos os países balcânicos; equivalente à focaccia italiana)
- Sarma (vegetais recheados)
- Tulumba
- Taspishte
- Shequerpare (shequerparema) servidos com sorvete (sherbet)
- Gorabije (similar a shequerpare, mas servidos sem sorvete)